# Zespół stodół w Kazimierzu
Zespół stodół w Kazimierzu (także Dzielnica drewnianych stodół) – zespół drewnianych stodół wpisany do gminnej ewidencji zabytków gminy Lutomiersk, znajdujący się w Kazimierzu, w powiecie pabianickim, w województwie łódzkim.

## Charakterystyka
Stodoły były budowane w tej lokalizacji (rejon dzisiejszych ulic Henryka Sienkiewicza i Polnej) już w pierwszej połowie XIX w. Należały do różnych gospodarzy. Wyznaczenie miejsca pod budowę stodół na obrzeżach ówczesnego miasta miało na celu minimalizację szkód powodowanych przez częste pożary. W 1932 r. doszło do dużego pożaru, w wyniku którego spłonęło szesnaście stodół. W 2024 r. zachowało się kilkanaście stodół wybudowanych w różnych okresach XIX i XX w. W większości nie są użytkowane. Ich liczba nieustannie maleje z powodu pożarów. Obiekt jest wymieniany jako atrakcja turystyczna. W sąsiedztwie zespołu stodół przebiega turystyczny szlak okrężny wokół Łodzi.